# Gora Moldobasji
Gora Moldobasji (ryska: Гора Молдобаши) är ett berg i Kirgizistan. Det ligger i den östra delen av landet, 240 km sydost om huvudstaden Bisjkek. Toppen på Gora Moldobasji är 4 538 meter över havet.
Terrängen runt Gora Moldobasji är bergig åt sydväst, men åt nordost är den kuperad. Gora Moldobasji är den högsta punkten i trakten. Runt Gora Moldobasji är det mycket glesbefolkat, med 5 invånare per kvadratkilometer. Det finns inga samhällen i närheten. Trakten runt Gora Moldobasji består i huvudsak av gräsmarker.